# Robin Pröpper
Robin Pröpper (Arnhem, 23 settembre 1993) è un calciatore olandese, difensore del Twente.

## Biografia
È il fratello di Davy Pröpper e di Mike, anch'essi calciatori.

## Statistiche

### Presenze e reti nei club
| Stagione               | Squadra                | Campionato             | Campionato | Campionato | Coppe nazionali | Coppe nazionali | Coppe nazionali | Coppe continentali | Coppe continentali | Coppe continentali | Altre coppe | Altre coppe | Altre coppe | Totale | Totale |
| Stagione               | Squadra                | Comp                   | Pres       | Reti       | Comp            | Pres            | Reti            | Comp               | Pres               | Reti               | Comp        | Pres        | Reti        | Pres   | Reti   |
| ---------------------- | ---------------------- | ---------------------- | ---------- | ---------- | --------------- | --------------- | --------------- | ------------------ | ------------------ | ------------------ | ----------- | ----------- | ----------- | ------ | ------ |
| 2012-2013              | De Graafschap          | EE                     | 21+3       | 2+0        | CO              | 1               | 0               | -                  | -                  | -                  | -           | -           | -           | 25     | 2      |
| 2013-2014              | De Graafschap          | EE                     | 24+2       | 2+0        | CO              | 0               | 0               | -                  | -                  | -                  | -           | -           | -           | 26     | 2      |
| 2014-2015              | De Graafschap          | EE                     | 36+6       | 2+0        | CO              | 3               | 1               | -                  | -                  | -                  | -           | -           | -           | 45     | 3      |
| 2015-2016              | De Graafschap          | ED                     | 31+4       | 2+0        | CO              | 1               | 0               | -                  | -                  | -                  | -           | -           | -           | 36     | 2      |
| Totale De Graafschap   | Totale De Graafschap   | Totale De Graafschap   | 112+15     | 8+0        |                 | 5               | 1               |                    | -                  | -                  |             | -           | -           | 132    | 9      |
| 2016-2017              | Heracles Almelo        | ED                     | 18         | 0          | CO              | 2               | 0               | UEL                | 2                  | 0                  | -           | -           | -           | 22     | 0      |
| 2017-2018              | Heracles Almelo        | ED                     | 26         | 4          | CO              | 1               | 0               | -                  | -                  | -                  | -           | -           | -           | 27     | 4      |
| 2018-2019              | Heracles Almelo        | ED                     | 5          | 0          | CO              | 0               | 0               | -                  | -                  | -                  | -           | -           | -           | 5      | 0      |
| 2019-2020              | Heracles Almelo        | ED                     | 18         | 0          | CO              | 0               | 0               | -                  | -                  | -                  | -           | -           | -           | 18     | 0      |
| 2020-2021              | Heracles Almelo        | ED                     | 30         | 1          | CO              | 1               | 0               | -                  | -                  | -                  | -           | -           | -           | 31     | 1      |
| Totale Heracles Almelo | Totale Heracles Almelo | Totale Heracles Almelo | 97         | 5          |                 | 4               | 0               |                    | 2                  | 0                  |             | -           | -           | 103    | 5      |
| 2021-2022              | Twente                 | ED                     | 33         | 5          | CO              | 3               | 0               | -                  | -                  | -                  | -           | -           | -           | 36     | 5      |
| 2022-2023              | Twente                 | ED                     | 29+4       | 1+1        | CO              | 2               | 0               | UECL               | 4                  | 1                  | -           | -           | -           | 39     | 3      |
| 2023-2024              | Twente                 | ED                     | 33         | 3          | CO              | 1               | 0               | UECL               | 6                  | 0                  | -           | -           | -           | 40     | 3      |
| Totale Twente          | Totale Twente          | Totale Twente          | 95+4       | 9+1        |                 | 6               | 0               |                    | 10                 | 1                  |             | -           | -           | 115    | 11     |
| 2024-2025              | Rangers                | SP                     | 27         | 2          | CS+CdL          | 2+3             | 0               | UCL+UEL            | 1+10               | 0                  | -           | -           | -           | 43     | 2      |
| Totale carriera        | Totale carriera        | Totale carriera        | 350        | 25         |                 | 20              | 1               |                    | 23                 | 1                  |             | -           | -           | 393    | 27     |